# 藏文白话报

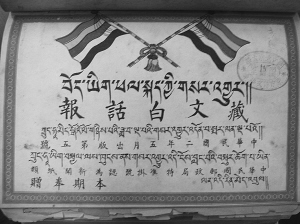
《藏文白话报》

《藏文白话报》 ，是曾经存在的一份中国官办报刊，于1913年1月在中国北京正式创刊，由当时的中华民国政府蒙藏事务局创办。

## 创刊
民国初建国内外环境复杂，由于帝国主义的侵略，西藏地区形式严峻。此时，《藏文白话报》作为官办报纸出现。现存17期，藏于中央民族大学图书馆。

## 语种
内容为藏、汉双语。有少数汉字文言文，通俗易懂。

## 栏目设置
- 图书
- 法令
- 论说
- 要闻
- 文牍
- 小说
- 遗补
- 广告

## 印刷
1. 彩色印刷，封面上方为两面交叉的“五色旗”。以示“五族共和”。
2. 装订成册的形式，与现在的杂志相同。
3. 目录编成竖排，页码以各栏目为单位。

## 发刊词
|  | “蒙回藏之于汉满，同为黄帝子孙，同为优秀贵族” |

表明了办刊的政治基础是确认“五族共和”、民主共和政体的建立和各民族平等的实现。

## 内容分析
- 从整体构成而言，内容基本上具备了近代报刊应具备的：论说、新闻、副刊与广告四大要素。
- 该报不以对新闻事件的报道为主旨，而在于对相关政策的诠释与宣传，定位是政府发布对藏政策的平台，也就是“政治报刊”。
- “广告”一项不收取费用，未商业化。例如“以蒙、回、藏文登告白者，本处代为翻译，亦不取费。”
- 排版上，汉文先藏文后。

## 深层意义
- 使西藏地区人们了解当时国内外局势，以及民国政府的对藏政策。
- 该报的政治、政策功能大于其本质的信息沟通功能。
- 宣传意味浓厚，政治色彩鲜明。
- 双语印刷，利于藏、汉读者阅读。显示了民族平等的观念。